# 拉杜 (密蘇里州聖路易斯縣)
拉杜（英語：Ladue）是位於美國密蘇里州聖路易斯縣的城市。

## 人口
根據2020年美國人口普查的數據，拉杜的面積為22.19平方千米，當中陸地面積為22.17平方千米，而水域面積為0.02平方千米。當地共有人口8989人，而人口密度為每平方千米405人。